# Эйткен, Томас
Томас Генри Гардинер Эйткен (англ. Thomas Henry Gardiner Aitken; 1912, Портервилл, штат Калифорния — 19 апреля 2007, Корнинг, штат Нью-Йорк) — американский энтомолог и эпидемиолог. Специалист по систематике двукрылых. Изучал роль членистоногих в распространении малярии и жёлтой лихорадки. Эсперт Всемирной организации здравоохранения по инсектицидам.

## Биография
Томас Эйткен родился в 1912 году в городе Портервилл в штате Калифорния. В 1935 году получил степень бакалавра в Калифорнийском университете в Беркли. В 1940 году там же защитил диссертацию по малярийным комарам западной части США. С 1941 года служил в Санитарном корпусе армии США. Вначале был техническим консультантом в отделе профилактической медицины в Вашингтоне, затем руководил лабораторией энтомологии и паразитологии в Пуэрто-Рико. В 1943 году по программе Фонда Рокфеллера участвовал в уничтожении очагов эпидемии тифа в Алжире и Неаполе. В 1944 году он руководил операций по борьбе с малярией на Корсике и Неаполе. В 1948 году он женился на Вирджинии Гейл.
С 1946 по 1974 годы Эйткен был сотрудником Фонда Рокфеллера. Был членом Комитета экспертов Всемирной организации здравоохранения по инсектицидам. С 1954 года он работал сотрудником региональной вирусной лаборатории фонда в Тринидаде и Тобаго. В 1967 году он был переведен в Бразилию в Вирусную лабораторию в городе Белен. В 1971 году вошёл в состав исследовательской группы по арбовирусам Йельского университета. В 1983 году вышел на пенсию. Умер 19 апреля 2007 года в городе Корнинг в штате Нью-Йорк.

## Научные достижения
Работая в Тринидаде Эйткен создал одну из лучших коллекций членистоногих, имеющих медицинское значение в Центральной Америке. Экспериментально доказал роль некоторых видов комаров в передаче некоторых вирусов, прежде всего жёлтой лихорадки. Выявил роль грызунов в жизненном цикле некоторых вирусов. В 1956 году стал членом редколлегии журнала Living World. Обосновал создание природного заповедника Буш-Буш, входящего в состав водно-болотного угодья «Болото Нарива».

### Виды, описанные Эйткеном
- Aedes purpureipes Aitken, 1941
- Anopheles freeborni Aitken, 1939
- Corethrella melanica Lane & Aitken, 1956
- Culicoides filiductus Vitale, Wirth & Aitken, 1981
- Culicoides bayano Vitale, Wirth & Aitken, 1981
- Culicoides annuliductus Vitale, Wirth & Aitken, 1981
- Fidena trinidadensis Fairchild & Aitken, 1960
- Neotrichobius Wenzel & Aitken, 1966
- Philornis deceptiva Dodge & Aitken, 1968
- Philornis glaucinis Dodge & Aitken, 1968
- Philornis downsi Dodge & Aitken, 1968
- Philornis falsifica Dodge & Aitken, 1968
- Philornis niger Dodge & Aitken, 1968
- Philornis sanguinis Dodge & Aitken, 1968
- Philornis querula Dodge & Aitken, 1968
- Philornis trinitensis Dodge & Aitken, 1968

### Таксоны, названные в честь Эйткена
Многие таксоны членистоногих были названы в его честь, в том числе:
- Aedes aitkeni Schick, 1970
- Aitkenius Brennan, 1970
- Apatolestes aitkeni Philip, 1941
- Basilia aitkeni Maa, 1971
- Bezzia aitkeni Spinelli, 1991
- Culicoides aitkeni Wirth & Blanton, 1968
- Echinohelea aitkeni Wirth, 1994
- Forcipomyia aitkeni Meillon & Wirth, 1980
- Hexatoma aitkeni Alexander, 1966
- Noctiliostrebla aitkeni Wenzel, 1966
- Philornis aitkeni Dodge, 1963
- Pseudosciara aitkeni Lane, 1959
- Psychoda aitkeni Quate, 1959

### Награды и звания
- Почетный доктор Университета Кальяри, Сардиния[2].
- 1984 медаль Ричарда Морленда Тейлора за работы по арбовирусам[2].
- 1993 медаль Гарри Хогстрала за достижения в медицинской энтомологии[2].
- 1994 — премия имени Джона Белкина от Американской ассоциации по борьбе с комарами[3].

## Публикации Эйткина
Томас Эйткен автор более 160 публикаций, в том числе:
- Aitken T. H. G. A new American subgenus and species of Aedes (Diptera, Culicidae) (англ.) // The Pan-Pacific Entomologist : journal. — 1941.. — Vol. 17. — P. 81—84. — ISSN 0031-0603.
- Aitken T. H. G. Studies on the anopheline complex of western North America (англ.) // University of California publications in entomology : journal. — 1945. — Vol. 7. — P. 273—364.
- Lane J. & Aitken T. H. G. Chaoborinae from Trinidad (Diptera, Culicidae) (англ.) // Annals of the Entomological Society of America : journal. — 1958. — Vol. 49. — P. 530—543. — ISSN 0013-8746.
- Philip C. B. & Aitken T. H. G. Records of Tabanidae from Sardinia and Corsica. (англ.) // Memorie della Societa Entomologica Italiana : journal. — 1958. — Vol. 37. — P. 87—97. — ISSN 0037-8720.
- Fairchild G. B. & Aitken T. H. G. Additions to the Tabanidae (Diptera) of Trinidad (англ.) // Annals of the Entomological Society of America : journal. — 1960. — Vol. 53. — P. 1—8. — ISSN 0013-8746.
- Dodge H.  R. & Aitken T.  H.  G. Philornis Flies from Trinidad (Diptera: Muscidae) (англ.) // Journal of the Kansas Entomological Society : journal. — 1968. — Vol. 41, no. 1. — P. 134—154. — ISSN 0022-8567. — JSTOR 25083688.